# Odd Iversen
Odd Iversen   (Trondheim, 6 de novembre de 1945 - Trondheim, 29 de desembre de 2014) fou un futbolista noruec de la dècada de 1970.
Fou 45 cops internacional amb la selecció noruega.
Pel que fa a clubs, defensà els colors de Rosenborg BK, Vålerenga i Racing Malines.
El seu fill és el futbolista Steffen Iversen.